# Focide (unità periferica)
L'unità periferica della Focide (in greco Περιφερειακή ενότητα Φωκίδας?) è una delle cinque unità periferiche in cui è divisa la periferia della Grecia Centrale. Il capoluogo è la città di Amfissa.
La Focide, che è situata a settentrione del golfo di Corinto ed occupa grosso modo la regione storica omonima, confina con le unità periferiche di Etolia-Acarnania ad ovest, Ftiotide a nord e Beozia ad est.

## Prefettura
La Focide era una prefettura della Grecia, abolita a partire dal 1º gennaio 2011 a seguito dell'entrata in vigore della riforma amministrativa detta Programma Callicrate
La riforma amministrativa ha anche modificato la struttura dei comuni che ora si presenta come nella seguente tabella:
| Nuovo comune   | Vecchio comune | Sede     |
| -------------- | -------------- | -------- |
| Delfi (Delfoi) | Delfi          | Amfissa  |
| Delfi (Delfoi) | Amfissa        | Amfissa  |
| Delfi (Delfoi) | Desfina        | Amfissa  |
| Delfi (Delfoi) | Galaxidi       | Amfissa  |
| Delfi (Delfoi) | Gravia         | Amfissa  |
| Delfi (Delfoi) | Itea           | Amfissa  |
| Delfi (Delfoi) | Kallieis       | Amfissa  |
| Delfi (Delfoi) | Parnassos      | Amfissa  |
| Dorida         | Efpalio        | Lidoriki |
| Dorida         | Lidoriki       | Lidoriki |
| Dorida         | Tolofona       | Lidoriki |
| Dorida         | Vardousia      | Lidoriki |

## Precedente suddivisione amministrativa
Dal 1997, con l'attuazione della riforma Kapodistrias, la prefettura della Focide era suddivisa in dodici comuni.
| comune    | codice YPES | capoluogo (se diverso) | codice postale |
| --------- | ----------- | ---------------------- | -------------- |
| Amfissa   | 5101        |                        | 331 00         |
| Delfi     | 5105        |                        | 330 54         |
| Desfina   | 5106        |                        | 330 50         |
| Efpalio   | 5107        |                        | 330 56         |
| Galaxidi  | 5103        |                        | 330 52         |
| Gravia    | 5104        |                        | 330 57         |
| Itea      | 5108        |                        | 332 00         |
| Kallieis  | 5109        | Mavrolithari           | 330 63         |
| Lidoriki  | 5110        |                        | 330 53         |
| Parnassos | 5111        | Polydroso              | 330 51         |
| Tolofona  | 5112        | Erateini               | 330 58         |
| Vardousia | 5102        | Krokyleio              | 330 61         |